# Tomáš Polák (hudebník)
Tomáš Polák (* 1968) je český rockový kytarista a skladatel. Hraje ve skupině Mig 21 a složil hudbu pro filmy Alice Nellis Ene bene a Výlet, filmy Martina Kotíka Pánská jízda a Všechno nejlepší!, film Tomáše Vorla Skřítek a animovaný film Libora Pixy Psi-Cho. Pro divadlo Letí napsal společně s Xindlem X muzikál Plantáž.
Vystudoval analytickou chemii na Přírodovědecké fakultě Univerzitě Karlově a zvuk na FAMU. Kromě Mig 21 hrál ve skupinách Modrá hvězda a TGM stereo.